# Nature's Playmates
Nature's Playmates è un film del 1962 diretto da Lewis H. Gordon.

## Trama
Sandra Elliott assume il detective privato Russell Harper per ritrovare il marito che è scappato di casa per rifarsi una vita in un campo per nudisti. Il detective, insieme alla sua assistente Diane, parte per la Florida alla ricerca dell'uomo.